# زار لي مو
زار لي مو (بالبورمية: ဇာလီမိုး)‏ (من مواليد 22 مارس 2002) عارضة أزياء وملكة جمال بورمية توجت ملكة جمال الكون ميانمار 2022. ستمثل ميانمار في مسابقة ملكة جمال الكون 2022 التي أقيمت في نيو أورلينز ، لويزيانا ، الولايات المتحدة.

## روابط خارجية
- زار لي مو على إنستغرام